# مملكة البنطس
مملكة البنطس (بالإغريقية: Βασιλεία τοῦ Πόντου) هي مملكة تعود للعصر الهلنستي كانت متمركزة حول منطقة البنطس التاريخية، وكانت تحكمها الأسرة الميثراداتية ذات الأصل الفارسي التي كانت تنحدر مباشرةً من دارا الأول والسلالة الأخمينية. تأسست مملكة البنطس على يد ميثراداتس الأول في عام 281 ق. م.[بحاجة لمصدر] وظلت قائمة حتى غزو الجمهورية الرومانية لها في عام 63 ق. م. وصلت مملكة البنطس إلى أقصى اتساعها في عهد ميثراداتس السادس العظيم الذي قهر كولخيس، وكبادوكيا، وبيثينيا، ومستعمرة تاوريس خيرسون اليونانية، ومقاطعة آسيا الرومانية لفترة قصيرة. هُزمت مملكة البنطس بعد نزاع طويل مع روما في الحروب الميثراداتية. وضُمت بعض أجزاءها إلى الجمهورية الرومانية كجزء من مقاطعة بيثينيا والبنطس، وظل النصف الشرقي من المملكة قائمًا باعتبارها مملكة عميلة لروما.[بحاجة لمصدر]
امتدت حدود مملكة البنطس في عصورها الأولى من قيليقية إلى البحر الأسود في الوقت الذي كانت فيه كبادوكيا تمثل الجزء الأكبر من المملكة، وكانت تُسمى في ذلك الوقت «كبادوكيا البنطية» أو «كبادوكيا على شاطئ البحر الأسود»، ولكنها عُرفت لاحقًا بالبنطس فقط، وأصبح اسم كبادوكيا بعدها يشير إلى النصف الجنوبي من المملكة.[بحاجة لمصدر]
من الناحية الثقافية، اصطبغت مملكة البنطس بطابع هلنستي، وكانت اليونانية اللغة الرسمية الشائعة فيها.

## معالم البنطس

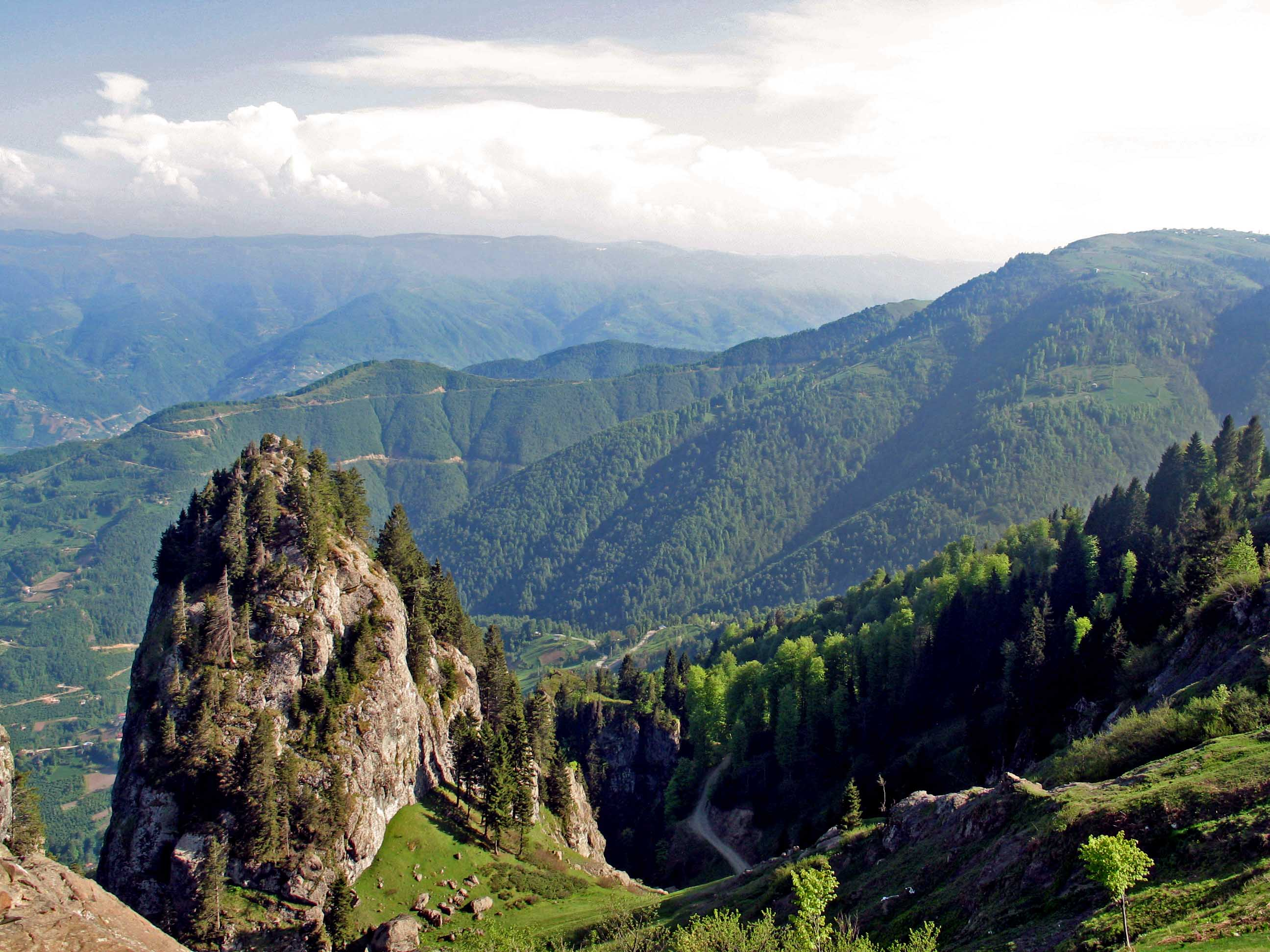
جبال البونتيك التي قسمت المملكة.

قُسمت مملكة البنطس إلى منطقتين منفصلتين: المنطقة الساحلية واليابسة. وتفصل جبال بونتيك المحاذية للسواحل بين المنطقة الساحلية المطلة على البحر الأسود واليابسة الجبلية، وهي جبال خصبة كانت تعيش عليها قطعان الماشية، وينمو عليها الدخن وأشجار الفاكهة مثل الكرز والتفاح والكمثرى. هيمنت المدن الإغريقية على المنطقة الساحلية مثل مدينة أماسترس وسينوب التي صارت عاصمة المملكة بعد الاستيلاء عليها. ازدهرت صناعة الأخشاب وصيد الأسماك وزراعة الزيتون في السواحل. وكانت مملكة البنطس تزخر بالفضة والحديد الذي كان يُستخرج بالقرب من ساحل مدينة غيرسون؛ ومن هنا ذاع صيت فولاذ البنطس في اليونان. اشتهرت البنطس باستخراج النحاس والرصاص والزنك والزرنيخ. امتازت أرض البنطس كذلك بأودية الأنهار الخصبة مثل نهري لايكوس وأيريس. كانت أماسية، عاصمة البنطس القديمة، أكبر مدن البنطس على اليابسة، وفيها بُنيت قصور ملوك البنطس وقبورهم الملكية. وبخلاف أماسية وعدة مدن أخرى، لم تكن يابسة البنطس مأهولة بعدد كبير من السكان بخلاف بضعة قرى صغيرة. قُسمت مملكة البنطس إلى عدة أحياء تُعرف بالأبرشيات.
كان للانقسام بين الساحل واليابسة جانب ثقافي أيضًا، إذ أن معظم سكان المنطقة الساحلية كانوا من الإغريق، وكان اقتصادها قائمًا على التجارة البحرية، أما اليابسة فكانت مأهولة بالكبادوك الأناضوليين والبافلاغونيين الذين كانت تحكمهم أرستقراطية إيرانية تعود أصولها إلى الإمبراطورية الفارسية. تميزت يابسة البنطس كذلك بكثرة معابدها التي كانت تشغل حيزًا كبيرًا من الأراضي. كانت الآلهة التي يؤمن بها سكان البنطس آلهة توفيقية تظهر عليها معالم الآلهة الفارسية واليونانية معًا. ومن بين آلهة البنطس الكبرى: أهورامزدا الذي عُرف بزيوس ستراتيوس، وإله القمر مين فارناكو، وما.
حظيت آلهة الشمس بشعبية خاصة، إذ كان البيت الملكي ينتسب للإله أهورا مزدا من السلالة الأخمينية، وكان ملوك البنطس يعبدون كلًا من أبولو وميثرا. وبالفعل اتخذ معظم ملوك مملكة البنطس اسم ميثراداتس الذي يعني «هبة من ميثرا». كانت الثقافة البنطية تمثل تركيبة من عناصر الثقافة الإيرانية والأناضولية المتجلية في المناطق الداخلية، والثقافة اليونانية المتمثلة في المنطقة الساحلية. وبحلول عهد ميثراداتس السادس، كانت اللغة اليونانية اللغة الرسمية للمملكة مع استمرار اللغات الأناضولية في اليابسة.

## تاريخ

### سلالة كيوس الميثراداتية
كانت منطقة البنطس في السابق تابعة لولاية كبادوكيا الفارسية. حكمت السلالة الفارسية التي أسست تلك المملكة مدينة كيوس اليونانية في ميسيا في القرن الرابع ق. م. وكان أول أفرادها ميثراداتس الأول، وكان ابنه أريوبرزان الفريجي واليًا على إقليم فريجيا، وصار حليفًا قويًا لأثينا وثار على أردشير الثاني الأخميني، ولكنه تعرض للخيانة من قبل ابنه ميثراداتس الثاني. ظل ميثراداتس الثاني حاكمًا لفريجيا حتى بعد غزوات الإسكندر المقدوني، وصار تابعًا لأنتيغونوس الأول مونوفثالموس الذي حكم الأناضول عقب إبرام اتفاقية تريباراديسوس. قُتل ميثراداتس الثاني في عام 302 ق. م. على يد أنتيغونوس عندما اشتبه في تورطه في مؤامرة مع عدوه كاسندر. خطط أنتيغونوس لقتل ابن ميثراداتس أيضًا، ولكن ديميتريوس الأول أنبهه إلى ذلك وفر هاربًا إلى الشرق مع ستة خيّالة. ذهب ميثراداتس الثالث إلى مدينة كيميتا في بافلاغونيا أولًا ثم إلى أماسية في كبادوكيا التي حكمها من عام 302 إلى 266 ق. م. وحارب فيها سلوقس الأول ثم نصب نفسه ملكًا (متخذًا لقب بازيليوس) على ولاية كبادوكيا الشمالية وبافلاغونيا الشرقية في عام 281 ق. م. وبعدها استمر ميثراداتس في توسيع مملكته غربًا حتى وصل إلى نهر سانجاريس. وفي عام 279 تمكن ابنه، أريوبرزان، من الاستيلاء على مدينة أماسترس التي كانت من أهم مرافئ البحر الأسود. اتحد ميثراداتس كذلك مع غلاطية، وهزم الجيش الذي أرسله بطليموس الأول. حاول بطليموس الأول غزو الأناضول منذ بداية الحرب السورية ضد أنطيوخس في منتصف عقد 270، وكان حليفًا لعدو ميثراداتس، هيراكليا بونتيكا.

### مملكة البنطس
لا نعرف الكثير عن فترة حكم أريوبرزان البنطي القصير بخلاف أنه مات عندما أصبح ابنه، ميثراداتس الثاني (250–189)، ملكًا وحاربه الغلاطيون. تحالف ميثراداتس الثاني مع هيراكليا بونتيكا التي كانت هي الأخرى تحارب غلاطية في ذات الوقت. قدم ميثراداتس دعمه لأنطيوخس هيراكس في حربه ضد أخيه سلوقس الثاني كالينيكوس. هُزم سلوقس في الأناضول على يد هيراكس وميثراداتس والغلاطيين. شن ميثراداتس كذلك حربًا على سينوب في عام 220 لكنه لم يتمكن من الاستيلاء عليها. تزوج ميثراداس أخت سيليكيوس الثاني، وزوج ابنته من أنطيوخس الثالث حتى تحظى مملكته باعتراف الجميع وحتى ينجح في إقامة علاقات قوية مع المملكة السلوقية. لم تحكي المصادر شيئًا آخر عن مملكة البنطس في الأعوام التي تلت وفاة ميثراداتس الثاني عندما استلم ابنه، ميثراداتس الثالث، الحكم من عام 220 إلى 198/88 ق. م.
حظي فارناكس الأول البنطي (189–159) بنجاح ساحق في توسيع مملكته على حساب المدن اليونانية الساحلية. وشارك في حربٍ ضد يومينس البيرغاموني مع بروسياس الأول البيثيني في عام 188 ق. م.، ولكنه اضطر لعقد السلام بعدما حاقت ببيثنيا سلسلة من الانتكاسات. استولى فارناكس على سينوب في عام 182، وعلى الرغم من شكوى سكان جزيرة رودس، لم تفعل روما شيئًا حيال ذلك. استولى فارناكس كذلك على مدن كوتيورا وغيرسون وترابيزوس الساحلية في الشرق، ما سمح له بالسيطرة على معظم ساحل الأناضول الشمالي. ورغم محاولات الرومان لحفظ السلام في المنطقة، حارب فارناكس يومينس البيرغاموني وأرياراثس الكبادوكي. ورغم نجاح فارناكس في البداية، إلا أنه هُزم في النهاية عام 179 عندما اضطر للتوقيع على معاهدة وافق فيها على التخلي عن جميع الأراضي التي أخذها في غلاطية وبافلاغونيا باستثناء مدينة سينوب التي احتفظ بها. سعى فارناكس إلى تقوية نفوذه في الشمال عن طريق التحالف مع تاوريس خيرسون وعدة مدن أخرى تطل على البحر الأسود مثل أوديسوس على الساحل البلغاري. أما أخيه، ميثراداتس الرابع فيلوباتير فيلادلفوس، فقد اتبع سياسة مسالمة وداعمة للرومان. إذ أنه أرسل جيشًا لمساعدة حليفه الروماني، أتالوس الثاني فيلادلفوس، لمواجهة بروسياس الثاني البيثيني في عام 155.